# Плутонийдирений
Плутонийдирений — бинарное неорганическое соединение
плутония и рения
с формулой Re2Pu,
кристаллы.

## Получение
- Сплавление стехиометрических количеств чистых веществ:

{\displaystyle {\mathsf {Pu+2Re\ {\xrightarrow {2000^{o}C}}\ Re_{2}Pu}}}

## Физические свойства
Плутонийдирений образует кристаллы
гексагональной сингонии,
пространственная группа P 63/mmc,
параметры ячейки a = 0,5396 нм, c = 0,8729 нм, Z = 4,
структура типа дицинкмагния MgZn2  (фаза Лавеса)
.
Соединение образуется по перитектической реакции при температуре ≈2000°С.